# 李源 (1962年)
李源（韓語：이원，1962年9月23日—），原名李相協，生于大韩民国首爾鐘路區惠化洞，是朝鮮王朝王室的後代。2005年7月16日李玖去世后被选为朝鮮王朝全州李氏的族長，称皇嗣孫（황사손）或奉祀孫（봉사손）。

## 生平
李源是朝鮮高宗的曾孙、义亲王李堈的孙子，李堈的第九子李鉀的長子。成為家族族長之前，曾於現代汽車公司工作，住在京畿道的高陽市，育有二子。在堂伯父李玖過世之前，李源曾經和李玖見面數次，而李玖也同意將其立為自己的繼承人；時任全州李氏大同宗約院理事長李桓儀在2005年7月10日最後一次和李玖會面時，李玖確認以李源為養子並為此簽名作為證據，隨後李玖就在同月16日過世，不久宗約院在21日召開會議討論李源的養子身分，並在22日通過以李源作為李玖的繼承人。然而當時他的家族首領地位受到姑母李海瑗和叔父李錫的挑戰；2006年9月29日，李海瑗亦自行加冕成为朝鮮王朝家族首领，自稱女皇。